# Mniarogekko chahoua
Mniarogekko chahoua es una especie de gecko de la familia Diplodactylidae. Es endémica de Nueva Caledonia.
Tiene un cuerpo grueso, pero una cola relativamente delgada, los colores varían (gris, verde claro, blanco, rojo, marrón), pero por lo general están pintados. Es una especie nocturna y arbórea. Habita bosques de galería.